# Cornish (Oklahoma)
Cornish és una població dels Estats Units a l'estat d'Oklahoma. Segons el cens del 2000 tenia 172 habitants, 66 habitatges, i 48 famílies. La densitat de població era de 112,6 habitants per km².